# Verbascum lysiosepalum
Verbascum lysiosepalum är en flenörtsväxtart som beskrevs av Hub.-mor.. Verbascum lysiosepalum ingår i släktet kungsljus, och familjen flenörtsväxter. Inga underarter finns listade i Catalogue of Life.